# Site of Special Scientific Interest

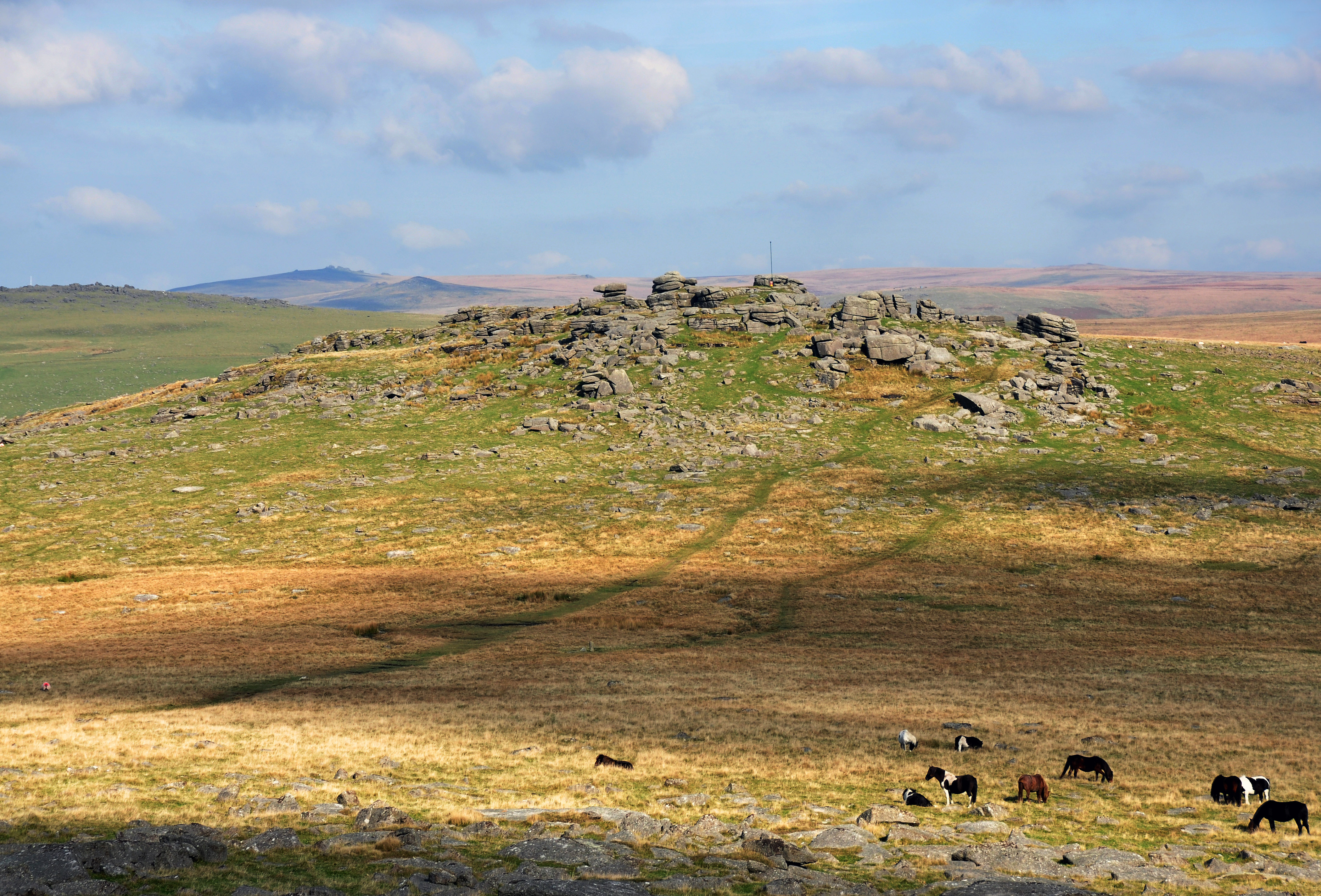
Merrivale SSSI w obrębie Parku Narodowego Dartmoor w Anglii

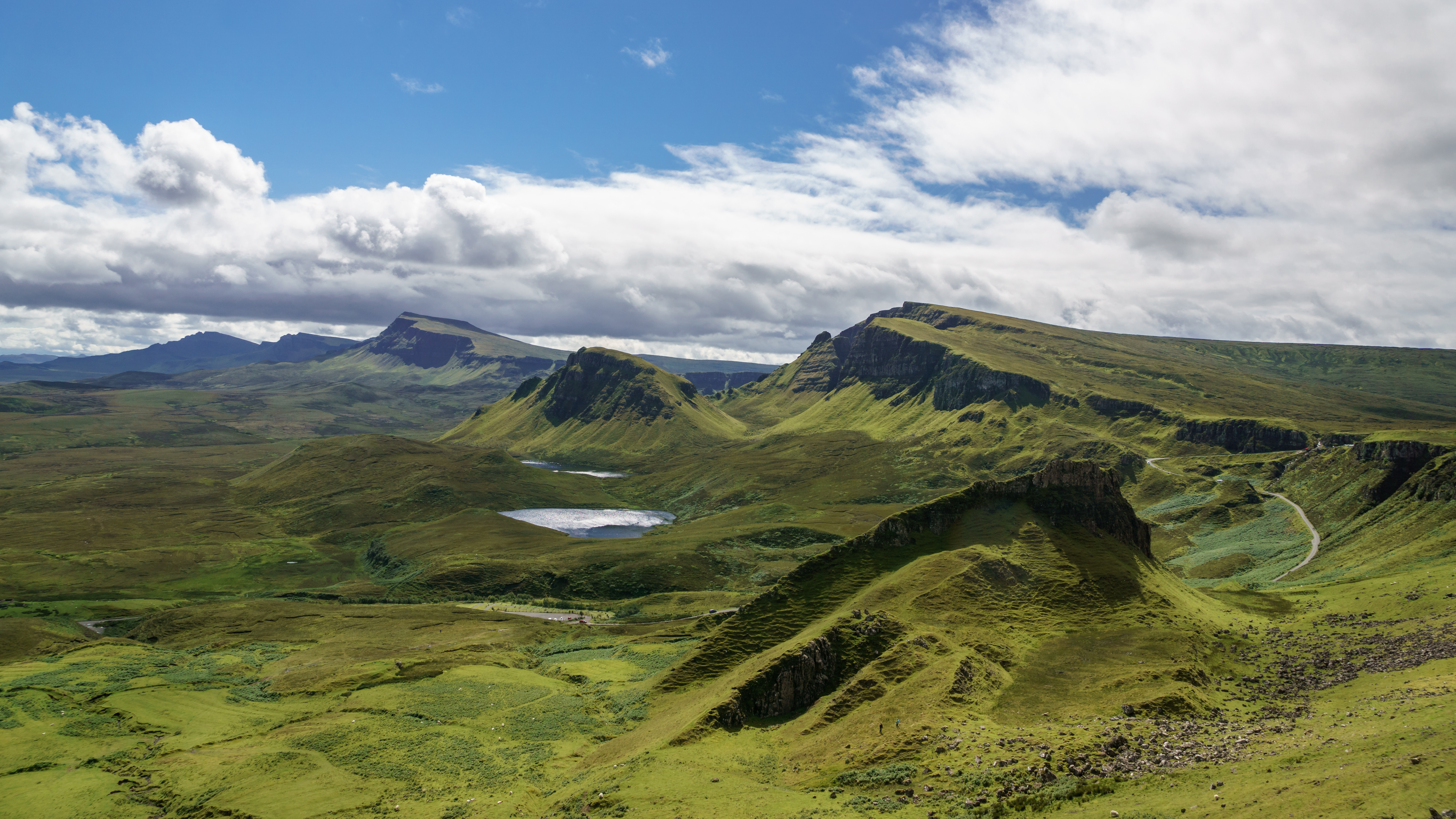
Trotternish SSSI na wyspie Skye w Szkocji

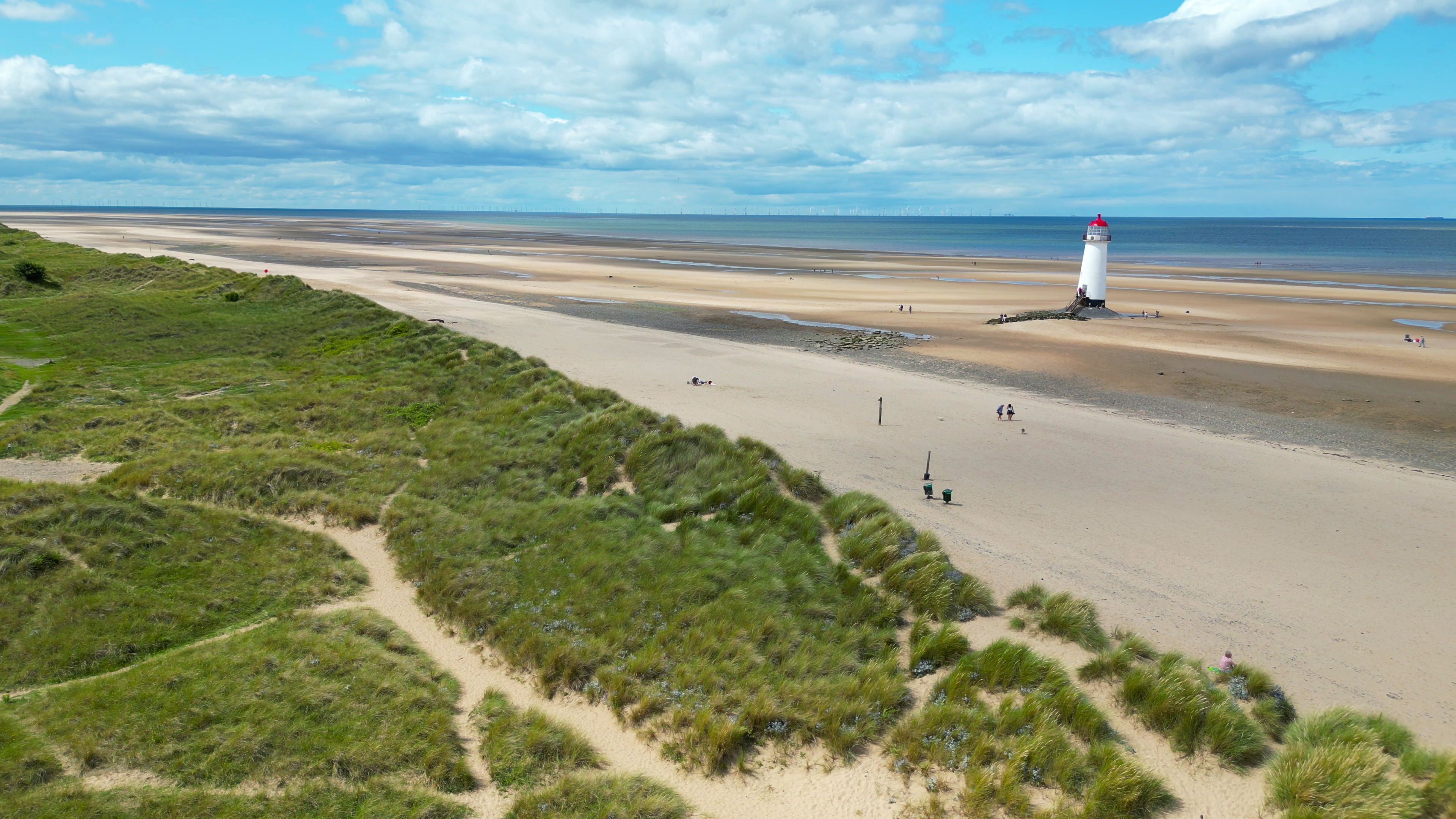
Gronant Dunes and Talacre Warren SSSI w Walii (widoczna latarnia morska Point of Ayr)

Site of Special Scientific Interest (SSSI) – forma ochrony przyrody w Wielkiej Brytanii, funkcjonująca na terenie Anglii, Walii i Szkocji. W Irlandii Północnej analogiczną funkcję spełnia Area of Special Scientific Interest (ASSI).
Obszary SSSI powoływane są w celu ochrony szczególnie istotnych siedlisk zwierząt i roślin, form geologicznych bądź elementów rzeźby terenu. Najczęściej głównym zamierzeniem objęcia danego obszaru ochroną jest utrzymanie na nim różnorodności biologicznej. Cechy stanowiące podstawę do wprowadzenia ochrony na danym obszarze są indywidualnie zdefiniowane dla każdego z nich i zawarte w dokumencie zwanym Citation.
Jest to podstawowa forma ochrony środowiska naturalnego w Wielkiej Brytanii. Nierzadko stanowi punkt wyjścia dla wprowadzenia ściślejszych form ochrony, np. rezerwatu przyrody (National Nature Reserve), specjalnego obszaru ochrony siedlisk (Special Area of Conservation) czy obszaru specjalnej ochrony ptaków (Special Protection Area). Owe dodatkowe formy ochrony mogą współistnieć z SSSI na tym samym obszarze. SSSI zapewnia bardziej rygorystyczną ochronę niż Area of Outstanding Natural Beauty (AONB).
Obszary SSSI najczęściej stanowią własność prywatną, choć nierzadko właścicielami są organizacje pozarządowe, których celem statutowym jest ochrona przyrody (np. Królewskie Towarzystwo Ochrony Ptaków, RSPB). Ze statusem SSSI wiąże się przede wszystkim wymóg zgłaszania przez właściciela danego obszaru wszelkich działań mogących negatywnie wpłynąć na cechy przyrodnicze podlegające ochronie i uzyskanie zezwolenia na nie od odpowiedniego organu rządowego. Na terenie Anglii jest nim Natural England, w Szkocji – NatureScot, w Walii – Natural Resources Wales, a w Irlandii Północnej (dla obszarów ASSI) – Northern Ireland Environment Agency. Status SSSI nie wyklucza bynajmniej działalności ludzkiej; często objęte są nim tereny wykorzystywane rolniczo czy lasy użytkowe.
Status SSSI został wprowadzony do prawodawstwa ustawą National Parks and Access to the Countryside Act 1949. Obecnie podstawę prawną dla niego w Anglii i Walii stanowi Wildlife and Countryside Act 1981 z późniejszymi zmianami (odrębne ustawodawstwo funkcjonuje w Szkocji i Irlandii Północnej).
Na terenie Anglii, Szkocji i Walii łącznie wyznaczonych jest ponad 6500 obszarów SSSI, a w Irlandii Północnej około 400 obszarów ASSI. Zajmują one ponad 8% całkowitej powierzchni Anglii, ponad 12% powierzchni Szkocji, 12% Walii oraz 8% terytorium Irlandii Północnej.